# Попов, Иван Яковлевич
Иван Яковлевич Попов — советский хозяйственный, государственный и политический деятель.

## Биография
Родился в 1918 году в селе Мазурка. Член КПСС.
Участник Великой Отечественной войны в составе 264 особого артиллерийско-пулеметного батальона, С 1946 года — на хозяйственной, общественной и политической работе. В 1946—1987 гг. — первый секретарь Свердловского райкома ВЛКСМ города Ленинграда, хозяйственный работник в городе Ленинграде, второй секретарь Свердловского райкома КПСС города Ленинграда, первый секретарь Василеостровского райкома КПСС города Ленинграда, заместитель председателя Ленинградского городского исполнительного комитета депутатов трудящихся.
Делегат XXII съезда КПСС.
Умер в Санкт-Петербурге в 2006 году.